# Hawwah
Albums de Ga-in
Truth or Dare
(2014)
Singles
1. Paradise Lost
Sortie : 12 mars 2015
2. Apple
Sortie : 12 mars 2015

Hawwah (stylisé ḥawwāh) est le quatrième mini-album solo (cinq en tout) de la chanteuse et actrice sud-coréenne Ga-in. Il est sorti en version numérique le 12 mars 2015, et en version physique cinq jours plus tard sous APOP Entertainment (une filiale de Mystic Entertainment) et distribué par LOEN Entertainment.

## Promotion
L'album en entier est sorti le même jour que la mise en ligne du clip vidéo de Paradise Lost, soit le 12 mars 2015,, suivi par celui de Apple le lendemain.
Ga-in commence les promotions pour son album sur les programmes de classement musicaux, au M! Countdown de Mnet le 12 mars 2015.

## Liste des titres
| 1.    | Apple (featuring Jay Park)    | Kim Eana, Jay Park | Park Geun-tae, Park Soo-jong, Lee Jong-hoon | 3:03 |
| 2.    | Free Will (featuring Dok2)    | Wheesung, Dok2     | Jeong Seok-won, east4A                      | 3:14 |
| 3.    | Paradise Lost                 | Kim Eana           | Lee Min-soo                                 | 3:30 |
| 4.    | The First Temptation          | Kim Eana           | east4A, Lee Min-soo                         | 3:36 |
| 5.    | Two Women (두 여자; Du Yeoja) | G.Gorilla          | G.Gorilla                                   | 4:01 |
| 6.    | Guilty                        | Mad Clown          | KZ, Jeon Da-woon, Michin Kamseong           | 3:06 |
| 20:30 |                               |                    |                                             |      |

## Classement

### Classement de l'album
| Classement (2015)                       | Meilleure position | Ventes               |
| --------------------------------------- | ------------------ | -------------------- |
| South Korean Gaon Weekly Albums Chart   | 5                  | - COR: Plus de 4 300 |
| South Korean Gaon Monthly Albums Chart  | 18                 | - COR: Plus de 4 300 |
| South Korean Gaon Year-End Albums Chart | TBA                | - COR: Plus de 4 300 |
| US Billboard World Albums Chart         | 9                  | - COR: Plus de 4 300 |

### Classement des titres
Apple
| Classement (2015)                        | Meilleure position | Ventes                                                        |
| ---------------------------------------- | ------------------ | ------------------------------------------------------------- |
| South Korean Gaon Weekly Singles Chart   | 2                  | - COR: Plus de 574 000 (seulement les téléchargements légaux) |
| South Korean Gaon Monthly Singles Chart  | 3                  | - COR: Plus de 574 000 (seulement les téléchargements légaux) |
| South Korean Gaon Year-End Singles Chart | TBA                | - COR: Plus de 574 000 (seulement les téléchargements légaux) |

Paradise Lost
| Classement (2015)                        | Meilleure position | Ventes                                                        |
| ---------------------------------------- | ------------------ | ------------------------------------------------------------- |
| South Korean Gaon Weekly Singles Chart   | 6                  | - COR: Plus de 363 000 (seulement les téléchargements légaux) |
| South Korean Gaon Monthly Singles Chart  | 16                 | - COR: Plus de 363 000 (seulement les téléchargements légaux) |
| South Korean Gaon Year-End Singles Chart | TBA                | - COR: Plus de 363 000 (seulement les téléchargements légaux) |

### Autres chansons classées
| Titre                  | Meilleure position | Ventes                                                       |
| Titre                  | COR Gaon           | Ventes                                                       |
| ---------------------- | ------------------ | ------------------------------------------------------------ |
| "Free Will"            | 45                 | - COR: Plus de 61 000 (seulement les téléchargements légaux) |
| "Guilty"               | 51                 | - COR: Plus de 53 000 (seulement les téléchargements légaux) |
| "Two Women"            | 72                 | - COR: Plus de 28 000 (seulement les téléchargements légaux) |
| "The First Temptation" | 74                 | - COR: Plus de 27 000 (seulement les téléchargements légaux) |

## Historique de sortie
| Pays         | Date         | Format               | Label                                  |
| ------------ | ------------ | -------------------- | -------------------------------------- |
| Corée du Sud | 12 mars 2015 | Téléchargement légal | APOP Entertainment, LOEN Entertainment |
| Mondial      | 12 mars 2015 | Téléchargement légal | APOP Entertainment, LOEN Entertainment |
| Corée du Sud | 17 mars 2015 | CD                   | APOP Entertainment, LOEN Entertainment |
| Taïwan       | 17 mars 2015 | CD                   | Nega Network                           |